# Acteonemertes bathamae
Acteonemertes bathamae är en djurart som tillhör fylumet slemmaskar, och som beskrevs av Carl Pantin 1961. Acteonemertes bathamae ingår i släktet Acteonemertes och familjen Plectonemertidae.
Artens utbredningsområde är havet kring Nya Zeeland. Inga underarter finns listade i Catalogue of Life.